# Naultinus
Genre
Naultinus est un genre de gecko de la famille des Diplodactylidae.
Les espèces de ce genre sont parfois appelées Geckos des arbres ou Geckos verts des arbres.

## Répartition
Les espèces de ce genre sont endémiques de Nouvelle-Zélande.

## Description
Ce sont des geckos nocturnes et arboricoles. Les espèces de ce genre sont généralement vertes ou de couleurs proches, mais on rencontre parfois des individus orangés. Certaines espèces ont des queues préhensiles.
Plusieurs de ces espèces sont en danger, principalement à cause de la destruction de leur habitat, en particulier dans les petites îles.

## Liste des espèces
Selon The Reptile Database (5 septembre 2012) :
- Naultinus elegans Gray, 1842
- Naultinus gemmeus Mccann, 1955
- Naultinus grayii Bell, 1843
- Naultinus manukanus (Mccann, 1955)
- Naultinus punctatus Gray, 1843
- Naultinus rudis (Fischer, 1881)
- Naultinus stellatus Hutton, 1872
- Naultinus tuberculatus (McCann, 1955)

et l'espèce restant à décrire :
- Naultinus "North Cape"

## Publication originale
- Gray, 1842 : Description of two hitherto unrecorded species of Reptiles from New Zealand; presented to the British Museum by Dr. Dieffenbach. The Zoological Miscellany, London, vol. 2, p. 72 (texte intégral).